# ماكسيم كامارا
ماكسيم كامارا (بالفرنسية: Maxime Camara)‏ هو لاعب كرة قدم غيني في مركز الوسط، ولد في 4 فبراير 1945 في كيسيدوغو في غينيا، وتوفي في 29 مارس 2016 في الرباط في المغرب. شارك مع منتخب غينيا لكرة القدم. أما مع النوادي، فقد لعب مع هافيا كوناكري.

## وصلات خارجية
- ماكسيم كامارا على موقع الاتحاد الدولي (مؤرشف)  (الإنجليزية)
- ماكسيم كامارا على موقع قاعدة بيانات كرة القدم.إي يو (الإنجليزية)
- ماكسيم كامارا على موقع عالم كرة القدم.نت (الإنجليزية)
- ماكسيم كامارا على موقع أوليمبيديا (الإنجليزية)